# Primera División RFEF 2021-2022
La Primera División RFEF 2021-2022 è stata la prima e unica stagione con il nome Primera División RFEF, il nuovo terzo livello più alto nel sistema del campionato di calcio spagnolo. Succedette alla vecchia Segunda División B, che si ribattezzò Segunda División RFEF e declassò al quarto livello della piramide. Hanno partecipato quaranta squadre, divise in due gironi da venti club ciascuno in base alla vicinanza geografica. In ogni girone, i campioni promossi automaticamente in Segunda División e i classificati dal secondo al quinto hanno giocato gli spareggi per la promozione e gli ultimi cinque sono stati retrocessi in Segunda División RFEF.

## Stagione

### Formula
Un totale di 40 squadre si sono iscritte al campionato, di cui quattro retrocesse dalla Segunda División 2020-21 e 36 promosse dalla Segunda División B 2020-21.

## Gruppi

### Gruppo 1
| Club                       | Città                      | Stadio                        | Capienza |
| -------------------------- | -------------------------- | ----------------------------- | -------- |
| Athletic Bilbao B          | Bilbao                     | Santa María de Lezama         | 2.500    |
| Badajoz                    | Badajoz                    | Estadio Nuevo Vivero          | 15.598   |
| Calahorra                  | Calahorra                  | La Planilla                   | 4.500    |
| Celta B                    | Vigo                       | Barreiro                      | 4.000    |
| Deportivo La Coruña        | La Coruña                  | Riazor                        | 32.660   |
| Extremadura UD             | Almendralejo               | Stadio Francisco de la Hera   | 11.580   |
| Inter de Madrid            | Villaviciosa de Odón       | Municipal de Villaviciosa     | 3.000    |
| Leonesa                    | León                       | Stadio Reino de León          | 13.451   |
| Racing Ferrol              | Ferrol                     | de A Malata                   | 12.042   |
| Racing Santander           | Santander                  | El Sardinero                  | 22.500   |
| Rayo Majadahonda           | Majadahonda                | Stadio Cerro del Espino       | 3.376    |
| Real Unión                 | Irun                       | Stadium Gal                   | 5.000    |
| San Sebastian de los Reyes | San Sebastián de los Reyes | Municipal Nuevo Matapiñoneras | 3.000    |
| SD Logroñés                | Logroño                    | Estadio Mundial 82            | 3.000    |
| Talavera de la Reina       | Talavera de la Reina       | El Prado                      | 5.000    |
| Tudelano                   | Tudela                     | Estadio Ciudad de Tudela      | 10.000   |
| Unionistas                 | Salamanca                  | Reina Sofia                   | 5.000    |
| UD Logrones                | Logroño                    | Las Gaunas                    | 16.000   |
| Real Valladolid B          | Valladolid                 | Anexos José Zorrilla          | 1.500    |
| Zamora                     | Zamora                     | Estadio Ruta de la Plata      | 7.813    |

### Classifica
Aggiornata al 28 maggio 2022.
|  | Pos. | Squadra              | Pt | G  | V  | N  | P  | GF | GS | DR  |
|  | ---- | -------------------- | -- | -- | -- | -- | -- | -- | -- | --- |
|  | 1.   | Racing Santander     | 82 | 38 | 25 | 7  | 6  | 61 | 31 | +30 |
|  | 2.   | Deportivo La Coruña  | 74 | 38 | 22 | 8  | 8  | 59 | 29 | +30 |
|  | 3.   | Racing Ferrol        | 72 | 38 | 21 | 9  | 8  | 50 | 26 | +24 |
|  | 4.   | Rayo Majadahonda     | 62 | 38 | 19 | 5  | 14 | 50 | 47 | +3  |
|  | 5.   | UD Logroñés          | 62 | 38 | 18 | 8  | 12 | 41 | 37 | +4  |
|  | 6.   | Celta Vigo B         | 61 | 38 | 17 | 10 | 11 | 60 | 46 | +14 |
|  | 7.   | Unionistas           | 61 | 38 | 16 | 13 | 9  | 55 | 37 | +18 |
|  | 8.   | Real Unión           | 60 | 38 | 18 | 6  | 14 | 51 | 45 | +6  |
|  | 9.   | Badajoz              | 56 | 38 | 14 | 14 | 10 | 40 | 30 | +10 |
|  | 10.  | S.S. Reyes           | 53 | 38 | 15 | 8  | 15 | 40 | 41 | -1  |
|  | 11.  | Calahorra            | 52 | 38 | 14 | 10 | 14 | 48 | 43 | +5  |
|  | 12.  | Leonesa              | 49 | 38 | 12 | 13 | 13 | 61 | 55 | +6  |
|  | 13.  | SD Logroñés          | 48 | 38 | 12 | 12 | 14 | 43 | 43 | 0   |
|  | 14.  | Inter de Madrid      | 46 | 38 | 11 | 13 | 14 | 46 | 51 | -5  |
|  | 15.  | Athletic Bilbao B    | 45 | 38 | 11 | 12 | 15 | 36 | 46 | -10 |
|  | 16.  | Talavera de la Reina | 42 | 38 | 11 | 9  | 18 | 39 | 54 | -15 |
|  | 17.  | Zamora FC            | 37 | 38 | 9  | 10 | 19 | 30 | 48 | -18 |
|  | 18.  | Real Valladolid B    | 36 | 38 | 9  | 9  | 20 | 42 | 64 | -22 |
|  | 19.  | Tudelano             | 28 | 38 | 7  | 7  | 24 | 33 | 54 | -21 |
|  | 20.  | Extremadura UD       | 0  | 38 | 5  | 5  | 28 | 22 | 80 | -58 |

Legenda:

       Ammesse alla Segunda División 2022-2023

 Ammessa ai play-off o ai play-out.
       Retrocesse in Segunda Federación 2022-2023

Note:
L'Extremadura UD viene cancellata dalla Federazione. Nel Maggio seguente, con il club ormai in liquidazione, viene fondata una nuova compagine, il CD Extremadura 1924, che nonostante avesse l'obiettivo di proporsi come erede della precedente società e, quindi, di prenderne il posto in Segunda División RFEF, viene iscritta alla Segunda Division Extremena, campionato regionale al settimo ed ultimo livello della piramide calcistica spagnola.
Tre punti a vittoria, uno a pareggio, zero a sconfitta.
La classifica viene stilata secondo i seguenti criteri:
- Punti conquistati
- Punti conquistati negli scontri diretti
- Differenza reti negli scontri diretti
- Reti realizzate in trasferta negli scontri diretti
- Differenza reti generale
- Partite vinte
- Reti totali realizzate
- Spareggio

### Gruppo 2
| Club                 | Città                     | Stadio                                         | Capienza |
| -------------------- | ------------------------- | ---------------------------------------------- | -------- |
| Albacete             | Albacete                  | Stadio Carlos Belmonte                         | 17.102   |
| Alcoyano             | Alcoi                     | El Collao                                      | 5.000    |
| Algeciras            | Algeciras                 | Nuevo Mirador                                  | 7.200    |
| Atlético Baleares    | Palma di Maiorca          | Stadio Balear                                  | 2.741    |
| Atletico Sanluqueño  | Sanlúcar de Barrameda     | Estadio El Palmar                              | 5.000    |
| Badalona Futur       | Badalona                  | Estadi Municipal                               | 4.000    |
| Barcellona B         | Barcellona                | Johan Cruijff                                  | 6.000    |
| Betis B              | Siviglia                  | Ciudad Deportiva Luis del Sol                  | 3.500    |
| Castellón            | Castellón de la Plana     | Nou Estadi Castalia                            | 16.000   |
| Cornellà             | Cornellà de Llobregat     | Nou Camp Municipal                             | 1.500    |
| FC Andorra           | Andorra la Vella          | Estadi Nacional                                | 3.306    |
| Gimnastic            | Tarragona                 | Nou Estadi                                     | 14.591   |
| Linares Deportivo    | Linares                   | Linarejos                                      | 10.000   |
| Linense              | La Línea de la Concepción | Estadio Municipal de La Línea de la Concepción | 20.000   |
| Real Madrid Castilla | Madrid                    | Alfredo Di Stéfano                             | 9.000    |
| Sabadell             | Sabadell                  | Estadi de la Nova Creu Alta                    | 11.981   |
| San Fernando         | San Fernando              | Estadio Bahía Sur                              | 12.000   |
| Sevilla Atletico     | Siviglia                  | Ciudad Deportiva                               | 5.500    |
| UCAM Murcia          | Murcia                    | Estadio de La Condomina                        | 16.800   |
| Villarreal B         | Vila-real                 | Ciudad Deportiva                               | 5.000    |

### Classifica
Aggiornata al 28 maggio 2022.
|  | Pos. | Squadra             | Pt | G  | V  | N  | P  | GF | GS | DR  |
|  | ---- | ------------------- | -- | -- | -- | -- | -- | -- | -- | --- |
|  | 1.   | FC Andorra          | 71 | 38 | 21 | 8  | 9  | 61 | 38 | +23 |
|  | 2.   | Villarreal B        | 67 | 38 | 20 | 7  | 11 | 65 | 36 | +29 |
|  | 3.   | Albacete            | 67 | 38 | 19 | 10 | 9  | 52 | 34 | +18 |
|  | 4.   | Gimnàstic           | 61 | 38 | 16 | 13 | 9  | 41 | 30 | +11 |
|  | 5.   | Linares Deportivo   | 60 | 38 | 17 | 9  | 12 | 59 | 47 | +12 |
|  | 6.   | Atlético Baleares   | 59 | 38 | 15 | 14 | 9  | 52 | 35 | +17 |
|  | 7.   | Algeciras           | 59 | 38 | 16 | 11 | 11 | 50 | 39 | +11 |
|  | 8.   | Sabadell            | 58 | 38 | 16 | 10 | 12 | 44 | 33 | +11 |
|  | 9.   | Barcellona B        | 57 | 38 | 16 | 9  | 13 | 59 | 51 | +8  |
|  | 10.  | Real M. Castilla    | 56 | 38 | 16 | 8  | 14 | 66 | 47 | +19 |
|  | 11.  | Alcoyano            | 52 | 38 | 13 | 13 | 12 | 41 | 40 | +1  |
|  | 12.  | Linense             | 50 | 38 | 13 | 11 | 14 | 35 | 44 | -9  |
|  | 13.  | Castellón           | 50 | 38 | 14 | 8  | 16 | 37 | 50 | -13 |
|  | 14.  | Cornellà            | 48 | 38 | 14 | 6  | 18 | 39 | 48 | -9  |
|  | 15.  | San Fernando CD     | 48 | 38 | 13 | 9  | 16 | 49 | 58 | -9  |
|  | 16.  | Atlético Sanluqueño | 46 | 38 | 12 | 10 | 16 | 39 | 56 | -17 |
|  | 17.  | Siviglia Atlético   | 46 | 38 | 13 | 7  | 18 | 36 | 55 | -19 |
|  | 18.  | UCAM Murcia         | 35 | 38 | 8  | 11 | 19 | 42 | 56 | -14 |
|  | 19.  | Badalona Futur      | 33 | 38 | 6  | 15 | 17 | 26 | 51 | -25 |
|  | 20.  | Betis B             | 21 | 38 | 6  | 3  | 29 | 23 | 68 | -45 |

Legenda:

       Ammesse alla Segunda División 2022-2023

 Ammessa ai play-off o ai play-out.
       Retrocesse in Segunda Federación 2022-2023

Tre punti a vittoria, uno a pareggio, zero a sconfitta.
La classifica viene stilata secondo i seguenti criteri:
- Punti conquistati
- Punti conquistati negli scontri diretti
- Differenza reti negli scontri diretti
- Reti realizzate in trasferta negli scontri diretti
- Differenza reti generale
- Partite vinte
- Reti totali realizzate
- Spareggio

## Spareggi

### Finale
| Amorebieta-Etxano 3 giugno 2022, ore 21:00 BST              | Racing Santander | 3 – 0 | FC Andorra | Estadio Municipal da Malata (12.042 spett.) |
| \| \| \| \| \| Omoigui 23’, 62’ Soko 86’ \| Marcatori \| \| |                  |       |            |                                             |
|                                                             |                  |       |            |                                             |
| Omoigui 23’, 62’ Soko 86’                                   | Marcatori        |       |            |                                             |

#### Tabellone Gruppo 1
|  | Semifinali | Semifinali          | Semifinali          | Semifinali          | Semifinali |  |  | Finale | Finale              | Finale |  |
|  |            |                     |                     |                     |            |  |  |        |                     |        |  |
|  | 5B         | Deportivo La Coruña | Deportivo La Coruña | Deportivo La Coruña | 4          |  |  |        |                     |        |  |
|  | 2A         | Linares Deportivo   | Linares Deportivo   | Linares Deportivo   | 0          |  |  | 2A     | Deportivo La Coruña | 1      |  |
|  | 4A         | Albacete            | Albacete            | Albacete            | 2          |  |  | 3B     | Albacete            | 2      |  |
|  | 3B         | Rayo Majadahonda    | Rayo Majadahonda    | Rayo Majadahonda    | 1          |  |  |        |                     |        |  |

#### Semifinali
|                     | Risultati |                   | Luogo e data             |
| ------------------- | --------- | ----------------- | ------------------------ |
| Deportivo La Coruña | 4-0       | Linares Deportivo | La Coruna, 4 giugno 2022 |
| Albacete            | 2-1       | Rayo Majadahonda  | Vigo, 4 giugno 2022      |
|                     |           |                   |                          |

#### Finale
| Deportivo La Coruña | 1-2 dts | Albacete | La Coruna, 11 giugno 2022 |  |  |  |  |

#### Tabellone Gruppo 2
|  | Semifinali | Semifinali    | Semifinali    | Semifinali    | Semifinali |  |  | Finale | Finale       | Finale |  |
|  |            |               |               |               |            |  |  |        |              |        |  |
|  | 5A         | Villarreal B  | Villarreal B  | Villarreal B  | 3          |  |  |        |              |        |  |
|  | 2B         | UD Logroñés   | UD Logroñés   | UD Logroñés   | 1          |  |  | 2B     | Villarreal B | 2      |  |
|  | 4B         | Racing Ferrol | Racing Ferrol | Racing Ferrol | 0          |  |  | 3A     | Gimnàstic    | 0      |  |
|  | 3A         | Gimnàstic     | Gimnàstic     | Gimnàstic     | 1          |  |  |        |              |        |  |

#### Semifinali
|               | Risultati |             | Luogo e data          |
| ------------- | --------- | ----------- | --------------------- |
| Villarreal B  | 3-1       | UD Logroñés | Ferrol, 5 giugno 2022 |
| Racing Ferrol | 0-1       | Gimnàstic   | Vigo, 5 giugno 2022   |
|               |           |             |                       |

#### Finale
|              | Risultato |           | Luogo e data         |
| ------------ | --------- | --------- | -------------------- |
| Villarreal B | 2-0       | Gimnàstic | Vigo, 11 maggio 2022 |
|              |           |           |                      |